# Sushil
Sushil (anglisierend auch Susheel) ist ein männlicher Vorname. Die weibliche Form ist Sushila.

## Herkunft und Bedeutung
Der Name kommt aus Indien und bedeutet wohlgesinnt.

## Namensträger
- Sushil Koirala (1939–2016), nepalesischer Politiker und Ministerpräsident
- Sushil Kumar (* 1983), indischer Ringer
- Sushil Kumar Singh (* 1984), indischer Fußballspieler